# Euonymus stenophyllus
Euonymus stenophyllus är en benvedsväxtart som beskrevs av J.W.Ren. Euonymus stenophyllus ingår i släktet Euonymus och familjen Celastraceae. Inga underarter finns listade.